# Yvon Pageau
Pour les articles homonymes, voir Pageau.
Yvon Pageau est un paléontologue, géologue, écrivain et conférencier canadien. Il est né le 24 décembre 1925 et mort le 5 décembre 2023 à Longueuil. Il est professeur au département des sciences de la Terre de l'Université du Québec à Montréal (UQAM) pendant plus d'une trentaine d'années.

## Biographie
Yvon Pageau possède une maîtrise en biologie obtenue à New York, des études doctorales complétées à Chicago et enfin un doctorat en paléontologie à la Sorbonne (Paris) sous la direction de Jean Piveteau.
Il enseigne à l'Université du Québec à Montréal la paléontologie et l'économie des ressources géologiques, l'énergie hydraulique au Québec lui est apparue alors comme l'énergie durable, propre et renouvelable.
Yvon Pageau publie dans plusieurs revues savantes des articles traitant de paléontologie. De plus, il fait partie du Centre Teilhard de Chardin de Montréal. C'est à cet endroit et à l'Université populaire Hochelaga-Maisonneuve qu'il donne des conférences ouvertes à un large public. Maintenant à la retraite, il partage son temps entre l'écriture, la lecture et les conférences.
Yvon Pageau meurt le 5 décembre 2023 à Longueuil à l'âge de 97 ans.

## Distinctions et récompenses
En 2010, Yvon Pageau reçoit le prix « Elsa et Lazlo Horvath » soulignant ses réalisations exceptionnelles en minéralogie et en paléontologie et ce sur la scène scientifique québécoise, canadienne ou internationale.

## Publications
- « La Gaspésie et ses fossiles ». Gaspésie, vol. XXIX, nos 3-4 (septembre – décembre 1984), p. 22–27[3]
- Le Phénomène humain et l'évolution, éd. Méridien, Montréal 1990, 519 p.
- Hydro Québec, navire amiral ou bateau ivre ? éd. Vermette, Boucherville, 1993, 171 p.
- La main de l'homme, éd. Méridien, Montréal, 28 mars 2003, 208p.